# Tomáš Gerich
Tomáš Gerich (11 agosto 1973) è un ex calciatore slovacco, di ruolo centrocampista.

## Carriera

### Nazionale
Ha giocato la sua unica partita con la maglia della propria Nazionale nel 2002.